# Duarte da Ponte Ribeiro
Duarte da Ponte Ribeiro, primeiro e único barão de Ponte Ribeiro, (Freguesia de São Pedro de Pavolide, Bispado de Viseu, 4 de março de 1795 — Rio de Janeiro, 1 de setembro de 1878) foi um médico, diplomata e cartógrafo luso-brasileiro.

## Biografia
Nascido em Portugal, filho do cirurgião José da Costa Quiroga da Ponte Ribeiro e de Ana Ribeiro, veio para o Brasil em 1807. Em 1811, aos 16 anos, é formado cirurgião pela Escola de Medicina da Bahia.
Logo após a independência do Brasil, causa que apoiou, foi nomeado cônsul-geral na Espanha, onde foi encarregado do reconhecimento da independência. Serviu depois como diplomata em Lisboa, México, Peru, Bolívia e em Buenos Aires até a Guerra contra Rosas, onde teve participação importante.
Entre 1836 e 1841, tornou-se o acreditado do Império junto à Confederação Peru-Bolívia, com que negociou projeto de tratado de comércio, oportunidade na qual empregou a tese do Uti possidetis de facto. Embora o tratado tenha sido rejeitado pela Assembléia Geral, a doutrina tornou-se princípio nas negociações de limites do Brasil, ao ser adotada como diretriz pelo barão do Rio Branco.
Foi agraciado comendador da Imperial Ordem de Cristo, em 1841, e grande dignitário da Imperial Ordem da Rosa. Ademias, era parte do Conselho Imperial e fidalgo cavaleiro da Casa Imperial.
Também era sócio do IHGB desde 1838.